# Лидогинское сельское поселение
Ли́догинское се́льское поселе́ние — муниципальное образование в Нанайском районе Хабаровского края Российской Федерации. Образовано в 2004 году. 
Административный центр — село Лидога.

## Население
| 2010  | 2011  | 2012  | 2013  | 2014  | 2015  | 2016  |
| ----- | ----- | ----- | ----- | ----- | ----- | ----- |
| 1732  | ↘1731 | ↘1693 | ↘1653 | ↗1659 | ↘1610 | ↘1594 |
| 2017  | 2018  | 2019  | 2020  | 2021  |       |       |
| ↘1578 | ↘1543 | ↘1501 | ↗1521 | ↘1397 |       |       |

## Населённые пункты
В состав поселения входят 2 населённых пункта:
| № | Населённый пункт | Тип  | Население |
| - | ---------------- | ---- | --------- |
| 1 | Лидога           | село | ↘1356     |
| 2 | Славянка         | село | ↘41       |